# Ed Coukart
Ed Coukart (* im 20. Jahrhundert in Shadyside, Ohio) ist ein ehemaliger US-amerikanischer Schiedsrichter im American Football, der von der Saison 1989 bis 2005 in der NFL tätig war. Er trug die Uniform mit der Nummer 71.

## Karriere
Coukart war während seiner gesamten NFL-Laufbahn als Umpire tätig.
Er war im Schiedsrichtergespann beim Super Bowl XXXVII im Jahr 2003 in der Crew unter der Leitung von Hauptschiedsrichter Bill Carollo.
Nachdem er zum Ende der Saison 2005 seine Feldkarriere beendet hatte, wurde er Supervisor für das Schiedsrichterwesen im Ligabüro.